# Raabs an der Thaya
Raabs sur la Thaya (en tchèque : Rakous) est une petite ville autrichienne du district de Waidhofen an der Thaya dans le Land de Basse-Autriche.

## Géographie
La ville se trouve dans le Waldviertel (« quartier des Bois »), dans le nord du pays, près de la frontière avec la Tchéquie. C'est à cet endroit que la Thaya se forme par la réunion de deux rivières, la Thaya allemande et la Thaya morave. Une grande partie du territoire communal est recouvert de forêts.
Au 1er janvier 2018, elle comptait 2 651 habitants. À cause de sa position isolée loin des grandes villes, Raabs se dépeuple lentement (4 194 habitants en 1971, et 3 114 en 2001).

## Histoire

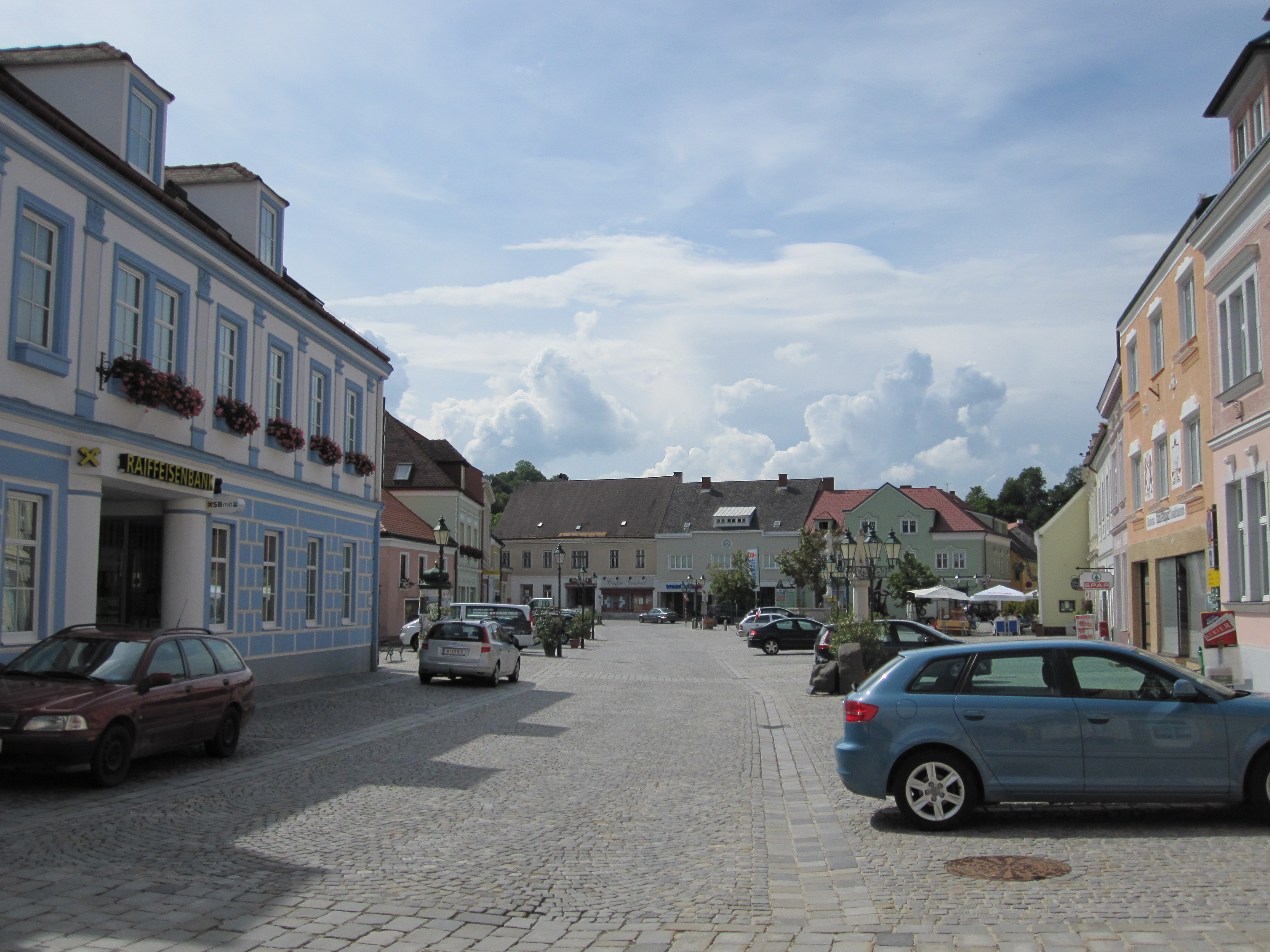
Place principale.

Le castrum Racouz est mentionné pour la première fois en 1100 dans les chroniques de Cosmas de Prague.
Au Moyen Âge, l'endroit dans le nord du margraviat d'Autriche était la résidence des comtes de Raabs. Vers l'an 1105, l'empereur Henri IV a confié au comte Godefroi II et son frère cadet Conrad la fonction du burgrave du château impérial de Nuremberg. Cette lignée s'éteint à la mort de Conrad II, fils de Conrad, en 1191, à la suite de quoi le burgraviat de Nuremberg échoit à la maison de Hohenzollern. 
En 1260, la reine Marguerite, épouse de Henri (VII) de Hohenstaufen, céda le comté de Raabs à Vok de Rosenberg (Rožmberk), maréchal du royaume de Bohême. Par acte du 19 mars 1272 les fils de Vok, Henri et Vitiko VI, cèdent les droits de seigneurie à l'abbaye de Vyšší Brod. Le 26 mars 1282, finalement, Henri transmit le comté ses droits à Albert Ier de Habsbourg, duc d'Autriche. Depuis lors, la ville est intégrée dans les territoires héréditaires des Habsbourg et suit l'histoire de l'Autriche.
À cette époque, le comté de Raabs (Rakous), s'étendant le long de la frontière entre le duché d'Autriche et le margraviat de Moravie jusqu'á Litschau à l'ouest, était appelé Rakousko (« pays de Raabs ») par les habitants parlant tchèque. Ce nom a été depuis étendu à toute l'Autriche qui en tchèque s'appelle Rakousko, et Rakúsko en slovaque.

## Patrimoine bâti
Le centre-ville est dominé par le château de Raabs. Sur le territoire de la commune se trouve aussi les ruines du château de Kollmitz et le Wasserburg de Grossau sur la Thaya morave qui servit de camp d'internement autrichien lors de la Première Guerre mondiale. L'écrivain Stanislaus Joyce, frère de James Joyce, y fut interné en 1917.

## Jumelages
La ville de Raabs est jumelée avec :
- Jemnice (Tchéquie)
- Reszel (Pologne)
- Třešť (Tchéquie)